# Arthrosaura testigensis
Arthrosaura testigensis — вид ящірок родини гімнофтальмових (Gymnophthalmidae). Ендемік Венесуели.

## Поширення і екологія
Arthrosaura testigensis відомі з типової місцевості, розташованої на схилах тепуїв Тереке-юрен і Мурісіпан в гірському масиві Лос-Тестігос у венесуельському штаті Болівар. Вони живуть на високогірних луках та в гірських саванах, на висоті від 1800 до 2350 м над рівнем моря.